# Voi răng mấu
Voi răng mấu là các thành viên của chi tuyệt chủng Mammut của bộ Proboscidea và tạo thành họ Mammutidae. Chúng tương tự, nhưng khác biệt với voi ma mút lông xoắn. Không giống như voi ma mút lông xoắn, chúng không thuộc họ Elephantidae. Voi răng mấu là động vật chủ yếu ăn quả thông và lá cây với cách ăn theo kiểu bứt lá giống với voi ngày nay, trong khi voi ma mút là động vật gặm cỏ.

## Môi trường sống

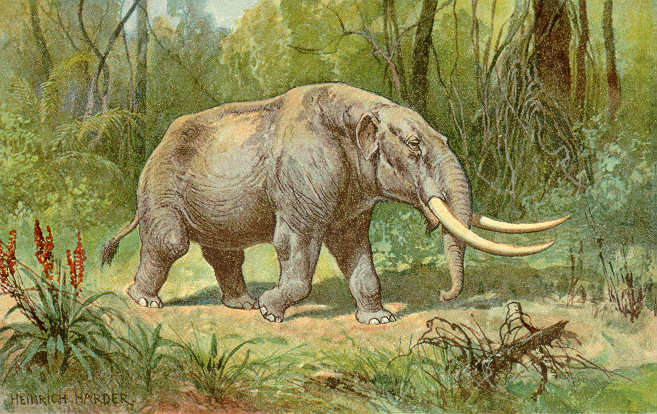
Tranh vẽ phục dựng một con voi răng mấu.

Voi răng mấu được cho là lần đầu tiên xuất hiện khoảng 4 triệu năm trước. Chúng là các loài bản địa của cả đại lục Á-Âu và Bắc Mỹ nhưng loài Mammut borsoni ở Á-Âu đã tuyệt chủng khoảng 3 triệu năm trước - các hóa thạch được tìm thấy tại Anh, Đức, Hà Lan, România và miền bắc Hy Lạp. Mammut americanum nói chung được thông báo là biến mất tại Bắc Mỹ vào khoảng 10.000 năm trước, cùng thời với phần lớn các loài khác trong quần động vật có vú lớn thế Pleistocen. Tuy nhiên, xác định niên đại bằng cacbon phóng xạ gần đây đã tìm thấy các niên đại muộn hơn, vào khoảng 5200 TCN tại Seneca Michigan, 5140 TCN tại Utah, 4150 TCN tại Washtenaw Michigan, 4080 TCN tại Lapeer Michigan,. Nó được biết đến từ các hóa thạch tìm thấy từ Alaska và New England ở phía bắc tới Florida, miền nam California, Mexico và xa về phía nam tới Honduras.
Mặc dù khu vực sinh sống của chúng mở rộng trên một lãnh thổ lớn, nhưng voi răng mấu là phổ biến nhất trong các cánh rừng vân sam thưa thời kỳ băng hà ở miền đông Hoa Kỳ, cũng như trong các môi trường đầm lầy thấp ấm hơn. Các dấu tích còn lại của chúng được tìm thấy xa tới 300 km ngoài khơi đông bắc Hoa Kỳ, trong khu vực từng là vùng đất khô trong thời gian mực nước biển thấp của thời kỳ băng hà gần đây nhất. Các hóa thạch voi răng mấu cũng được tìm thấy trên bán đảo Olympic của tiểu bang Washington, Hoa Kỳ (di chỉ voi răng mấu Manis), ở Kentucky (cụ thể đáng chú ý là các phát hiện sớm tại khu vực nay là Big Bone Lick State Park); Kimmswick Bone Bed ở Missouri; ở Stewiacke, Nova Scotia, Canada; tại một số di chỉ tại tiểu bang New York; tại quận Richland, Wisconsin; La Grange, Texas; miền nam Louisiana; bắc của Fort Wayne, Indiana và Johnstown, Ohio, Hoa Kỳ.

## Miêu tả

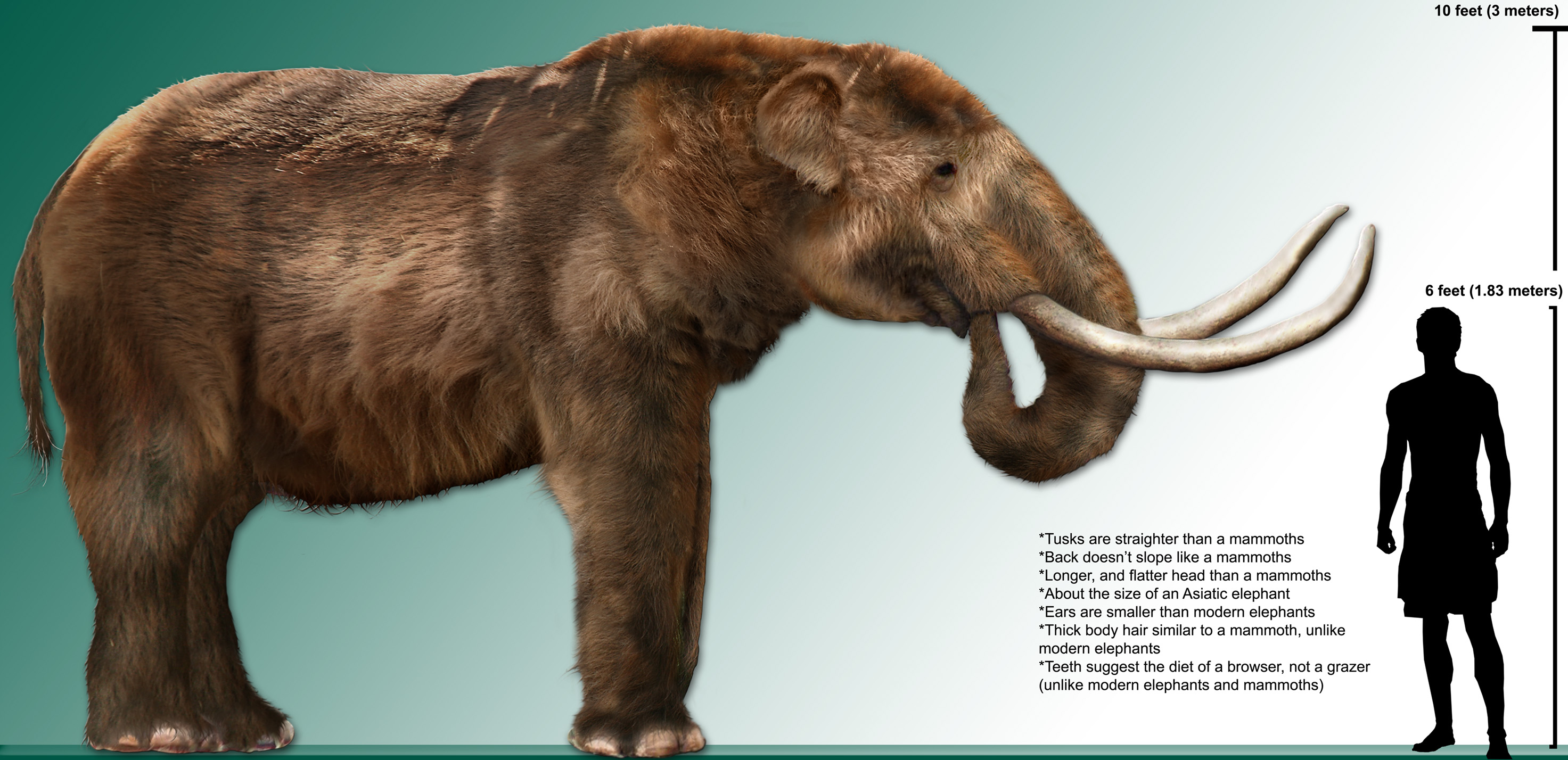
Hình phục dựng của Mammut americanum.

Trong khi voi răng mấu có lông mao như voi ma mút lông xoắn và tương tự về chiều cao khoảng 3 mét tính tới vai, nhưng sự tương tự này chỉ là giả tạo. Chúng khác với voi ma mút chủ yếu ở các chỗ lồi ra hình nón và cùn, tương tự như núm vú trên các chỏm răng hàm của chúng, thể hiện sự phù hợp với việc nhai lá hơn là các răng có chỏm cao của voi ma mút thích nghi với việc gặm cỏ; tên gọi mastodon (hay mastodont) có nghĩa là "răng hình núm vú" và nó là tên gọi cũ đã lỗi thời để chỉ chi chứa voi răng mấu. Hộp sọ của chúng lớn và dẹt hơn so với của voi ma mút, trong khi bộ xương của chúng là chắc nịch và cường tráng hơn. Một số bộ xương được tìm thấy còn dính cả lông mao; kết quả kiểm tra lông gợi ý rằng voi răng mấu thiếu các đặc trưng bộ lông trong của voi ma mút.
Các ngà của voi răng mấu đôi khi dài quá 5 mét và gần như nằm ngang, ngược lại với các ngà cong hơn của voi ma mút. Các con voi răng mấu đực còn non có các ngà dưới dạng vết tích và bị mất đi khi chúng trưởng thành. Tuy nhiên, người ta đã chứng minh được rằng voi răng mấu cái có một cặp ngà dưới. Các ngà có lẽ được dùng để bẻ cành cây, mặc dù một số chứng cứ gợi ý rằng con đực có thể đã sử dụng chúng trong các cuộc tranh giành bạn tình; một ngà thường ngắn hơn ngà kia, gợi ý rằng, giống như người và voi ngày nay, voi răng mấu có thể có sự phát triển thuận một bên. KIểm tra ngà hóa thạch phát hiện ra một loạt các hốc lõm nông phân chia đều trên mặt dưới của ngà. Việc kiểm tra hiển vi chỉ ra tổn hại đối với ngà răng phía dưới các hốc lõm. Người ta giả định rằng tổn hại này là do các con đực đánh nhau để giành quyền giao phối. Hình dạng cong của ngà buộc chúng phải cúi xuống với mỗi cú đánh, gây ra tổn hại cho phần ngà mới hình thành ở phần gốc của ngà voi. Sự đồng đều của tổn hại trong các mô hình phát triển ngà voi chỉ ra rằng nó xảy ra hàng năm, có lẽ diễn ra trong mùa xuân và đầu mùa hè.

## Tuyệt chủng

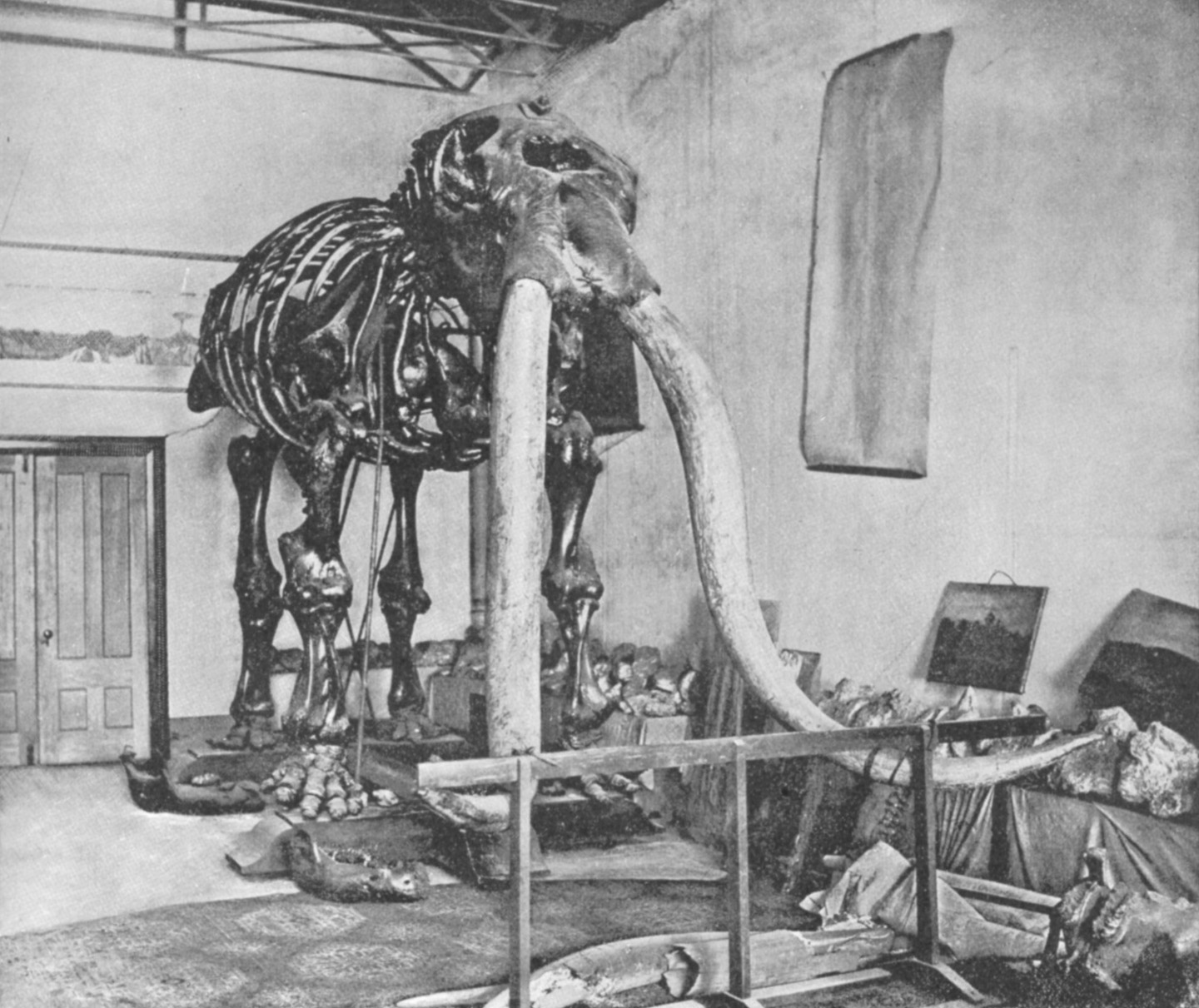
Bộ xương voi răng mấu

Các nghiên cứu gần đây chỉ ra rằng bệnh lao có thể chịu một phần trách nhiệm trong sự tuyệt chủng của voi răng mấu khoảng 10.000 năm trước.
Một yếu tố có ảnh hưởng khác tới sự tuyệt chủng của chúng tại Bắc Mỹ vào cuối thế Pleistocen có thể là sự hiện diện của người châu Mỹ bản xứ cổ đại, những người đã tới châu Mỹ với số lượng tương đối lớn vào khoảng 13.000 năm trước. Việc săn bắn của họ gây ra sự suy giảm dần dần của các quần thể voi ma mút và voi răng mấu, đủ lớn để theo thời gian cuối cùng đã dẫn tới sự tuyệt chủng của voi răng mấu.
Tháng 9 năm 2007, Mark Holley, một nhà khảo cổ dưới mặt nước cùng với Hội đồng Bảo tồn thế giới ngầm vịnh Grand Traverse, đã nói rằng họ có thể đã phát hiện ra một tảng đá mòn kích thước 1,2 x 1,5 m (3,5-4 x5 ft) với hình chạm khắc tiền sử trong vịnh Grand Traverse của hồ Michigan. Tảng đá granit có các dấu vết tương tự như con voi răng mấu với một mũi giáo bên hông của nó. Sự xác nhận rằng các dấu vết này là hình vẽ trên đá thời cổ đại đòi hỏi phải có thêm chứng cứ.

## Khai quật hiện đại

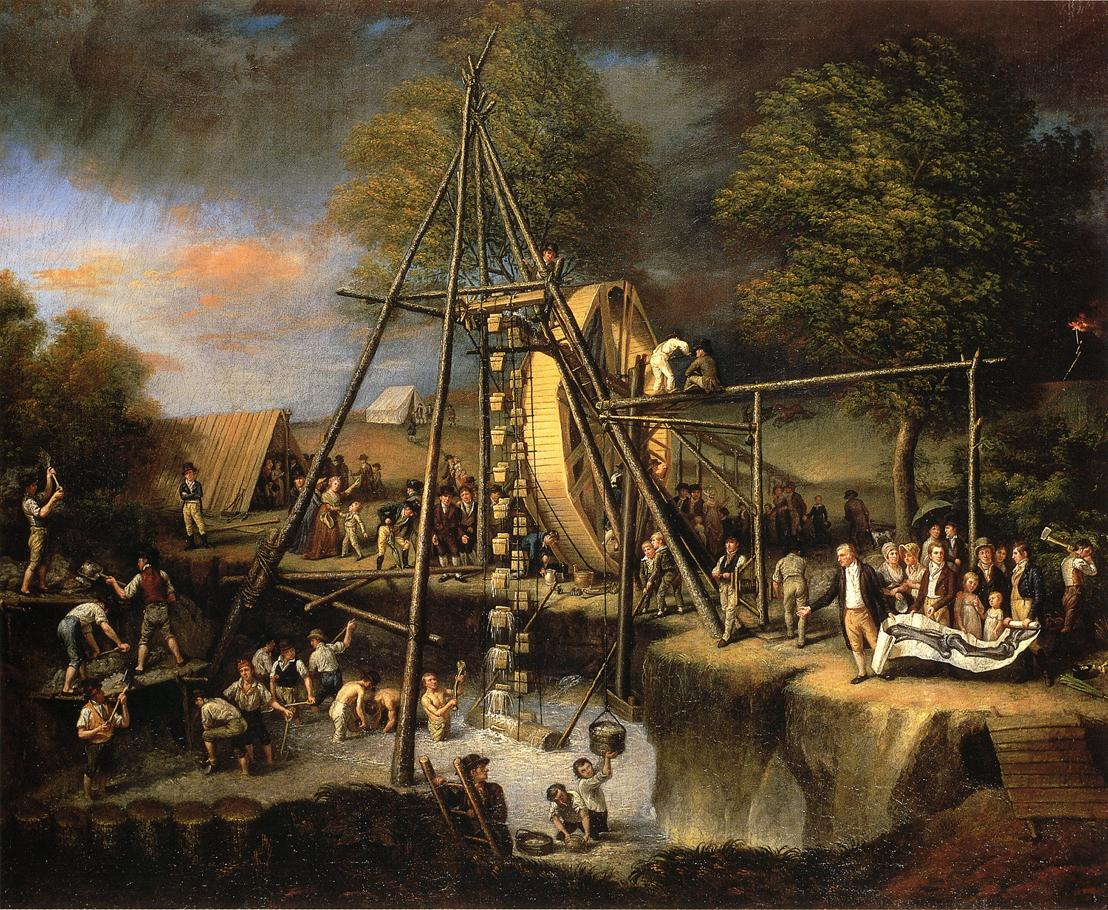
The Exhumation of the Mastodon (Khai quật voi răng mấu) của Peale.

Các khai quật hiện tại đang diễn ra hàng năm tại di chỉ Hiscock ở Byron, New York để tìm kiếm voi răng mấu và các cổ vật liên quan tới người châu Mỹ cổ đại. Di chỉ này được gia đình Hiscock phát hiện năm 1959 trong khi đào ao bằng máy ủi; họ tìm thấy một chiếc ngà lớn và dừng công việc đào bới. Viện Bảo tàng Khoa học Buffalo đã tổ chức việc đào bới kể từ năm 1983. Người ta từng gọi di chỉ này là một trong những di chỉ giàu các cổ vật liên quan tới voi răng mấu. Di chỉ này nằm trên một vùng đất đầm lầy được che phủ bởi hồ Tonawanda, là một hồ chảy ra của sông băng hình thành cách đây trên 10.000 năm. Người ta đã xác nhận rằng voi răng mấu đã có thể tụ tập thành bầy tới đây để ăn đất sét giàu natri trong một trong số những thời kỳ khô hạn cuối cùng của thời đại đồ đá cũ.
Tháng 8 năm 2008, các thợ mỏ tại România đã khai quật một bộ xương voi răng mấu 2,5 triệu năm tuổi, được cho là một trong số những bộ xương voi răng mấu được bảo tồn tốt nhất tại châu Âu. Khoảng 90% các xương của bộ xương vẫn còn nguyên vẹn, với hư hại tại hộp sọ và hai ngà.